# ریچارد اچ باتین
ریچارد ایچ دیک باتین (به انگلیسی: Richard H Dick Battin) (زاده ۳ مارس ۱۹۲۵ - درگذشته ۸ فوریه ۲۰۱۴) مهندس، ریاضی‌دان کاربردی و مدرس دانشگاه آمریکایی بود. مهمترین دستاورد وی مدیریت پروژهٔ سیستم راهنمای آپولو بود. در عین حال به عنوان پروفسور در ام‌ای‌تی باتین استاد تعدادی از فضانورادان پروژه‌های مختلف فضایی آمریکا بود.

## دوران اولیه زندگی
او در ۳ مارس ۱۹۲۵ در آتلانتیک سیتی، در نیوجرسی به دنیا آمد. پدر وی در شرکت خدماتی تبلیغاتی سیرز هولدینگز کار می‌کرد. او تا ۱۷ سالگی در آتلانتیک سیتی به مدرسه می‌رفت و در سال ۱۹۴۱ از دبیرستان فارغ التحصیل شد.

## تحصیلات
او ابتدا هیچ آشنایی با دانشگاه ام‌آی‌تی نداشت، ولی با کمک مادرش و راهنمای آموزشی دبیرستان به خاطر توانایی بالای ریاضی‌اش به این دانشگاه رفت. در سال ۱۹۴۵ مدرک مهندسی الکترونیک را از این دانشگاه دریافت کرد و پس از آن در کنار گذارندن دروس دکترا به تدریس حسابان به دانشجویان تازه‌وارد می‌پرداخت. در سال ۱۹۵۱، باتین موفق شد دکترای خود را در زمینهٔ ریاضیات کاربردی از ام‌آی‌تی دریافت کند..

## پروژه‌ها
پس از پایان دورهٔ دکترا، به عنوان مدرس دینامیک فضایی او در ام‌ای‌تی به کار مشغول شد. این شغل را وی تا سال ۲۰۱۰ (بازنشستگی) حفظ کرد. در این دوران شاگردان زیادی در این زمینه تربیت شدند که از آن‌ها به جنیس ئی واس اشاره کرد که در ۵ ماموریت شاتل شرکت کرد. باز آلدرین از معروف‌ترین افرادی که به ماه رفتند نیز دیگر شاگرد وی بود. در کنار تدریس در دانشگاه او در مرکز دارپر ناسا نیز مشغول به کار بود که وظیفهٔ اصلی آن ایجاد سیستم راهنمای آپولو بود. این تجارب او را به سمت نوشتن چندین کتاب در زمینه دینامیک فضایی برد. در همین سال‌ها از طرف انستیتو آمریکایی هوانوردی و فضانوردی چندین جایزهٔ مختلف دریافت کرد. 

## دروان پایانی زندگی و مرگ
او از سال ۲۰۱۰ در بازنشستگی به سر می‌برد. او در سن ۸۸ سالگی در ۲ فوریه بیمارستانی در کنکورد، بر اثر ذات‌الریه درگذشت.

## آثار معروف
- An Introduction to the Mathematics and Methods of Astrodynamics